# Манчестер (Вашингтон)
Манчестер (енгл. Manchester) насељено је место без административног статуса у америчкој савезној држави Вашингтон.

## Демографија
По попису из 2010. године број становника је 5.413, што је 455 (9,2%) становника више него 2000. године.
| Група             | 2000.         | 2010.         |
| Белци             | 4.261 (85,9%) | 4.555 (84,1%) |
| Афроамериканци    | 65 (1,3%)     | 90 (1,7%)     |
| Азијати           | 132 (2,7%)    | 151 (2,8%)    |
| Хиспаноамериканци | 187 (3,8%)    | 292 (5,4%)    |
| Укупно            | 4.958         | 5.413         |